# Synthetische cannabinoïden

De moleculaire structuur van JWH-018

Synthetische cannabinoïden of cannabimimetica zijn chemische verbindingen die in het menselijke lichaam met cannabinoïden vergelijkbare reacties kunnen veroorzaken, maar kunstmatig geproduceerd worden zonder gebruik te maken van de cannabisplant. Ze verbinden zich met dezelfde receptoren als natuurlijke cannbinoïden.

## Geschiedenis
In de jaren 80 werd aan de Clemson-Universiteit in Zuid-Carolina aangevangen voor wetenschappelijke doelen chemische stoffen op de basis van delta-9-tetrahydrocanninol te vervaardigen. De werkgroep, geleid door professor John William Huffmann, slaagde erin 400 verschillende moleculen te produceren, waarmee de fysiologische werking van de interactie met de receptoren in de hersenen beter opgehelderd kon worden.

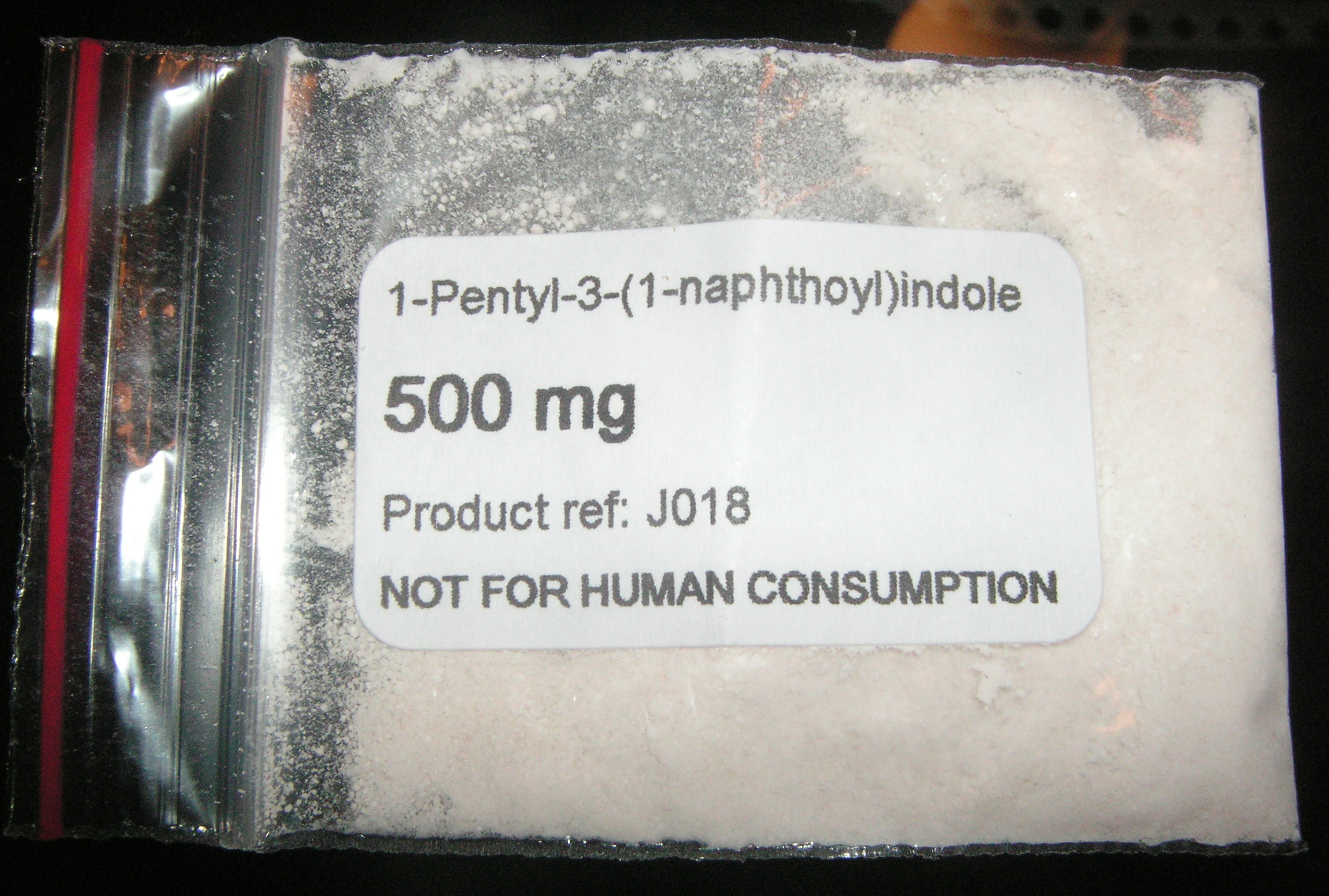
JWH-018 in poedervorm

Na de publicatie van de details voor de vervaardiging van de cannabimimetica, werden deze - vooral JWH-018 - geproduceerd voor drugs. De eerste preparaten kwamen in Duitsland op de markt. Bekend werden de preparaten onder de namen "K2" en "Spice". Een preparaat met de naam "kush" (genoemd naar de uit de Hindoekoesj afkomstige cannabis indica) veroorzaakte een drugsepidemie in West-Afrika, waarbij deze drug ook wel uitsluitend met synthetische opioïden verkocht wordt.

## Eigenschappen
Door zich te verbinden met de cannabinoïdereceptoren CB1 en CB2, zijn veel effecten van de kunstmatige cannbinoïden vergelijkbaar met de werking van tetrahydrocannabinol (THC). De werking wordt door de veel sterkere binding met de receptoren bereikt met een duidelijk lagere dosis, wat voor drugsgebruikers met risico's verbonden kan zijn. De therapeutische werking van natuurlijke cannabinoïden is echter bij de synthetische stoffen niet aanwezig.

## Gebruik

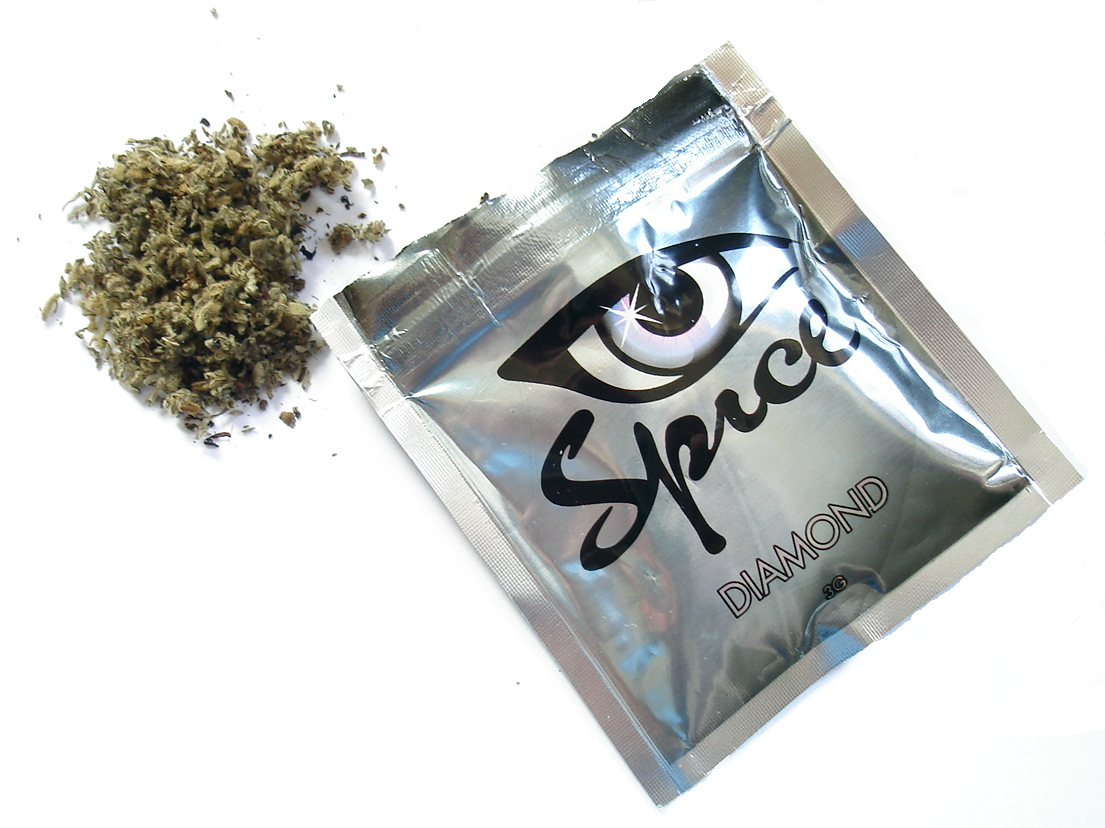
Het als drug gerookte preparaat "Spice"

Buiten wetenschappelijk onderzoek worden cannabimimetica als drugs gebruikt. Omdat het innemen van de meestal als vloeistof geproduceerde stof vanwege het doseren onpraktisch is, wordt het meestal op plantenbladeren (vaak heemstbladeren) versproeid en dan gerookt. In Nederland en Zwitserland is vastgesteld, dat natuurlijke cannabis opzettelijk met synthetische cannabinoïden vervuild kan zijn. De vloeistof kan ook direct gerookt worden met e-sigaretten.